# Storrs L. Olson
Storrs Lovejoy Olson (* 3. April 1944 in Chicago, Illinois; † 20. Januar 2021 in Fredericksburg, Virginia) war ein US-amerikanischer Paläontologe und Ornithologe vom Smithsonian Institution. Er gehörte zu den führenden Paläornithologen.

## Leben
Ein Treffen mit Alexander Wetmore im Jahr 1967 führte Olson zu seinem Hauptforschungsgebiet, der Paläornithologie, und zu seiner Arbeit auf Ascension und St. Helena, wo er bemerkenswerte Entdeckungen machte, zu denen die ersten Knochenfunde vom St.-Helena-Wiedehopf und dem St.-Helena-Sumpfhuhn zählen. 1976 lernte er seine spätere Frau Helen Frances James kennen, die heute selbst zu den führenden Paläornithologen zählt und auf das Gebiet der spätquartären Avifauna spezialisiert ist. Sie waren von 1981 bis 2006 verheiratet.
Während ihrer 23-jährigen Arbeit auf Hawaii entdeckten und beschrieben Olson und James die subfossilen Überreste von über 50 Vogelarten, die der Wissenschaft bis dato unbekannt waren. Dazu zählen die Nene-nui, die Moa-Nalos, die Maui-Nui-Ibisse und die Eulengattung Grallistrix. 1982 entdeckte Olson fossile Knochen des lang ignorierten Bracesmaragdkolibris (Chlorostilbon bracei) und erbrachte damit den Beleg, dass dieser Kolibri eine gültige Art darstellt. Im November 1999 machte Olson Schlagzeilen, nachdem er in einem offenen Brief an die National Geographic Society den Paläontologen Christopher P. Sloan wegen seiner Theorie über die Entwicklung der Dinosaurier zu den Vögeln angegriffen hatte, die er anhand der Fossilien-Fälschung Archaeoraptor aufgestellt hatte. 2000 löste er mit Hilfe von DNA-Analysen das Rätsel um Necropsar leguati aus dem World Museum Liverpool, das sich als Albinoexemplar der Grauzitterdrossel (Cinclocerthia gutturalis) herausstellte.
Olson war bis 2009 Vogelkurator am National Museum of Natural History. Zuletzt hatte er eine Emeritus-Stellung inne.

## Dedikationsnamen
Mehrere Vogelarten sind nach Olson benannt. Hier zu zählen: Nycticorax olsoni, Himantopus olsoni, Puffinus olsoni, Eoeurypyga olsoni, Primobucco olsoni, Gallirallus storrsolsoni und Quercypodargus olsoni.